# Camocim de São Félix
Camocim de São Félix è un comune del Brasile nello Stato del Pernambuco, parte della mesoregione dell'Agreste Pernambucano e della microregione del Brejo Pernambucano.